# قضيب توصيل

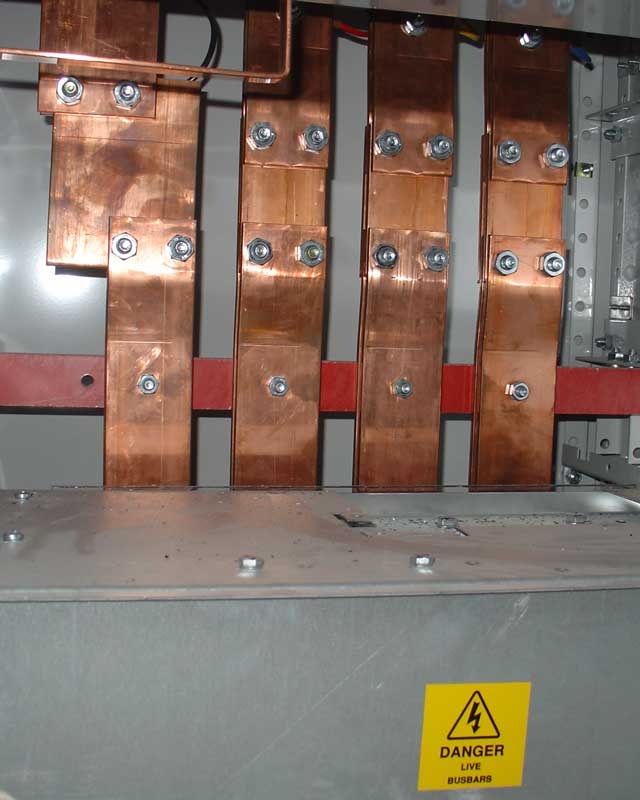
قضبان توصيل سعة 1500 أمبير داخل رف توزيع الطاقة الكهربائية لمبنى كبير

قضيب التوصيل في توزيع الطاقة الكهربائية، عبارة عن شريط أو لوح معدني، يوضع داخل لوحات المفاتيح الكهربائية ولوحات التحكم ومرفقات طرق النقل لتوزيع الطاقة المحلية عالية التيار. كما أنها تُستخدم لتوصيل معدات الجهد العالي في لوحات المفاتيح الكهربائية، ومعدات الجهد المنخفض في مجموعات البطاريات. وهي بشكل عام غير معزولة، وتتسم بصلابة كافية لدعمها في الهواء بواسطة أعمدة معزولة. تتيح هذه الميزات التبريد الكافي للموصلات، والقدرة على الاستفادة منها في نقاط مختلفة دون إنشاء وصلة جديدة.
يُستمد مصطلح قضيب التوصيل من الكلمة اللاتينية أومنيباس، والتي تُترجم إلى الإنجليزية على أنها «للجميع»، ما يشير إلى أن قضيب التوصيل يحمل جميع التيارات في نظام معين.

## التصميم والتموضع
تحدد تركيبة المواد وحجم المقطع العرضي لقضبان التوصيل الحد الأقصى لمقدار التيار الذي يمكن نقله بأمان. يمكن أن يكون لقضبان التوصيل مساحة مقطعية لا تقل عن 10 ملليمترات مربعة (0.016 قدم مربع)، لكن محطات الكهرباء الفرعية يمكن أن تستخدم أنابيب معدنية قطرها 50 ملليمتر (2.0 بوصة) (20 ملليمتر مربع (0.031 قدم مربع)) أو أكثر مثل قضبان التوصيل. سيحتوي مصهر الألمنيوم على قضبان كبيرة جدًا تُستخدم لنقل عشرات الآلاف من الأمبيرات إلى الخلايا الكهركيميائية التي تنتج الألمنيوم من الأملاح المنصهرة.
تُنتج قضبان التوصيل في مجموعة متنوعة من الأشكال، مثل الشرائط المسطحة أو ألواح صلبة أو قضبان، وتتكون عادةً من النحاس أو النحاس الأصفر أو الألمنيوم كأنابيب صلبة أو مجوفة. بعض هذه الأشكال تسمح للحرارة بالتبدد بشكل أكثر كفاءة بسبب ارتفاع نسبة مساحة السطح إلى مساحة المقطع العرضي. تزيد الظاهرة السطحية السماكة غير الفعالة لقضبان التوصيل بتردد من 50 إلى 60 هرتز للتيار المتناوب، إلى أكثر من 8 ملليمترات (0.31 بوصة)، لذلك تنتشر الأشكال المجوفة أو المسطحة في التطبيقات الحالية المرتفعة. كما يتميز القسم المجوف أيضًا بصلابة أعلى من القضيب الصلب ذي السعة المكافئة لحمل التيار، الأمر الذي يسمح بامتداد أكبر بين دعامات قضبان التوصيل في المبدلات الكهربائية الخارجية.
يجب أن يكون قضيب التوصيل قاسيًا بما يكفي لدعم ثقله، والقوى المفروضة بواسطة الاهتزاز الميكانيكي وربما الزلازل، وكذلك الهطول المتراكمة في حالات التعرض الخارجي. بالإضافة إلى ذلك، يجب مراعاة التمدد الحراري الناتج عن تغيرات درجة الحرارة الناتجة عن التسخين الأومي وتباينات درجات الحرارة المحيطة، بالإضافة إلى القوى المغناطيسية الناجمة عن التيارات الكبيرة. من أجل معالجة هذه المخاوف، طُورت قضبان التوصيل المرنة، التي عادةً ما تكون عبارة عن طبقة بينية مكونة من طبقات الموصلات الرقيقة. وتتطلب هذه العناصر إطارًا هيكليًا أو كابينة لتركيبها.
تقسم قضبان التوصيل التيار الكهربائي إلى دارات منفصلة في موقع واحد. إن طرق النقل أو الأنابيب الناقلة هي قضبان توصيل طويلة ذات غطاء واقٍ. وبدلاً من التفرع من الإمداد الرئيسي في موقع واحد، فإنها تسمح للدارات الجديدة بالتفرع من أي مكان على طول مسار طريق النقل.
يمكن أن يكون قضيب التوصيل مدعومًا بمواد عازلة، أو محاطًا بالمادة العازلة بشكلٍ كامل. تُحمى قضبان التوصيل من التلامس العرضي إما بواسطة حاوية معدنية مؤرضة أو عن طريق الارتفاع خارج نطاق إمكانية الوصول المعتادة. يمكن أيضًا عزل قضبان التوصيل المحايدة للطاقة، لأنه من غير المضمون أن يكون الجهد بين الوضع المحايد للطاقة والتأريض الآمن صفرًا بشكلٍ دائم. عادةً ما تكون قضبان التوصيل المؤرضة (التأريض الآمن) مكشوفة بشكل نموذجي ومثبتة بمسامير مباشرةً على أي هيكل معدني في العلبة الخاصة بها. يمكن وضع قضبان التوصيل في علبة معدنية، على شكل أنبوب أو طريق نقل، أو قضبان توصيل منفصلة الطور، أو قضبان توصيل معزولة الطور.
يمكن توصيل قضبان التوصيل ببعضها وبالأجهزة الكهربائية عن طريق الوصلات المثبتة بمسامير أو المثبتة بإحكام أو الملحومة. غالبًا ما تحتوي الوصلات بين أقسام ناقل التيار العالي على أسطح مطابقة محكمة بدقة ومطلية بالفضة، لتقليل المقاومة التلامسية. يصبح تفريغ هالي حول الوصلات عند الجهد العالي جدًا (أكثر من 300 كيلو فولت) في التوصيلات الخارجية، مصدرًا للتداخل في الترددات اللاسلكية وسببًا في فقدان الطاقة، لذلك تُستخدم تركيبات التوصيل الخاصة المصممة لهذه الجهود العالية.